# Saurida
Saurida – rodzaj drapieżnych ryb skrzelokształtnych z rodziny jaszczurnikowatych (Synodontidae).

## Klasyfikacja
Gatunki zaliczane do tego rodzaju:
- Saurida argentea
- Saurida brasiliensis – sauryda brazylijska[3]
- Saurida caribbaea
- Saurida elongata
- Saurida filamentosa
- Saurida flamma
- Saurida golanii
- Saurida gracilis
- Saurida isarankurai
- Saurida longimanus
- Saurida macrolepis
- Saurida microlepis
- Saurida micropectoralis
- Saurida nebulosa
- Saurida normani
- Saurida suspicio
- Saurida tumbil – sauryda tumbil[3], tumbil[3]
- Saurida umeyoshii
- Saurida undosquamis – sauryda wielkołuska[3]
- Saurida wanieso

Gatunkiem typowym jest Salmo tumbil (Saurida tumbil).

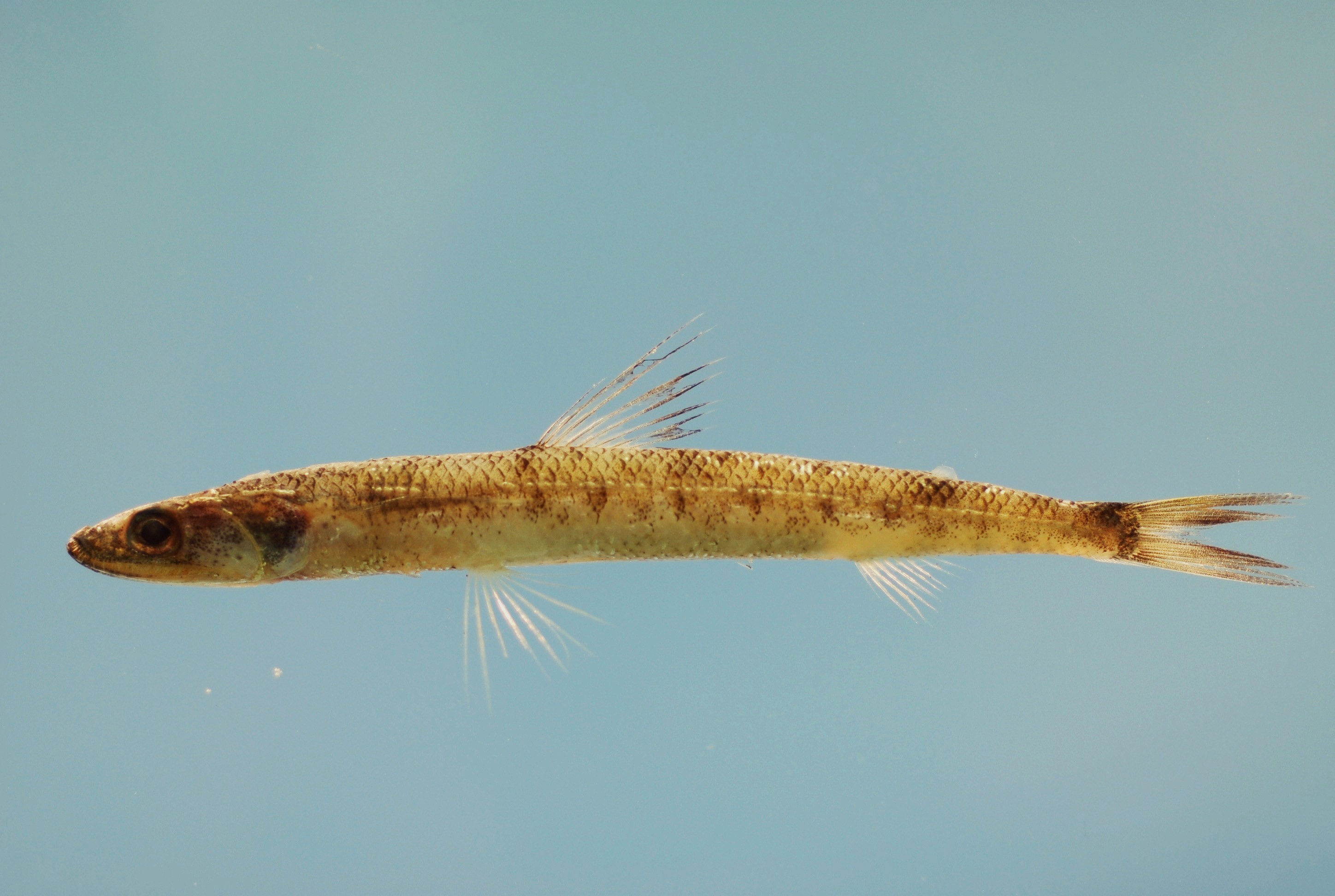
Saurida caribbaea
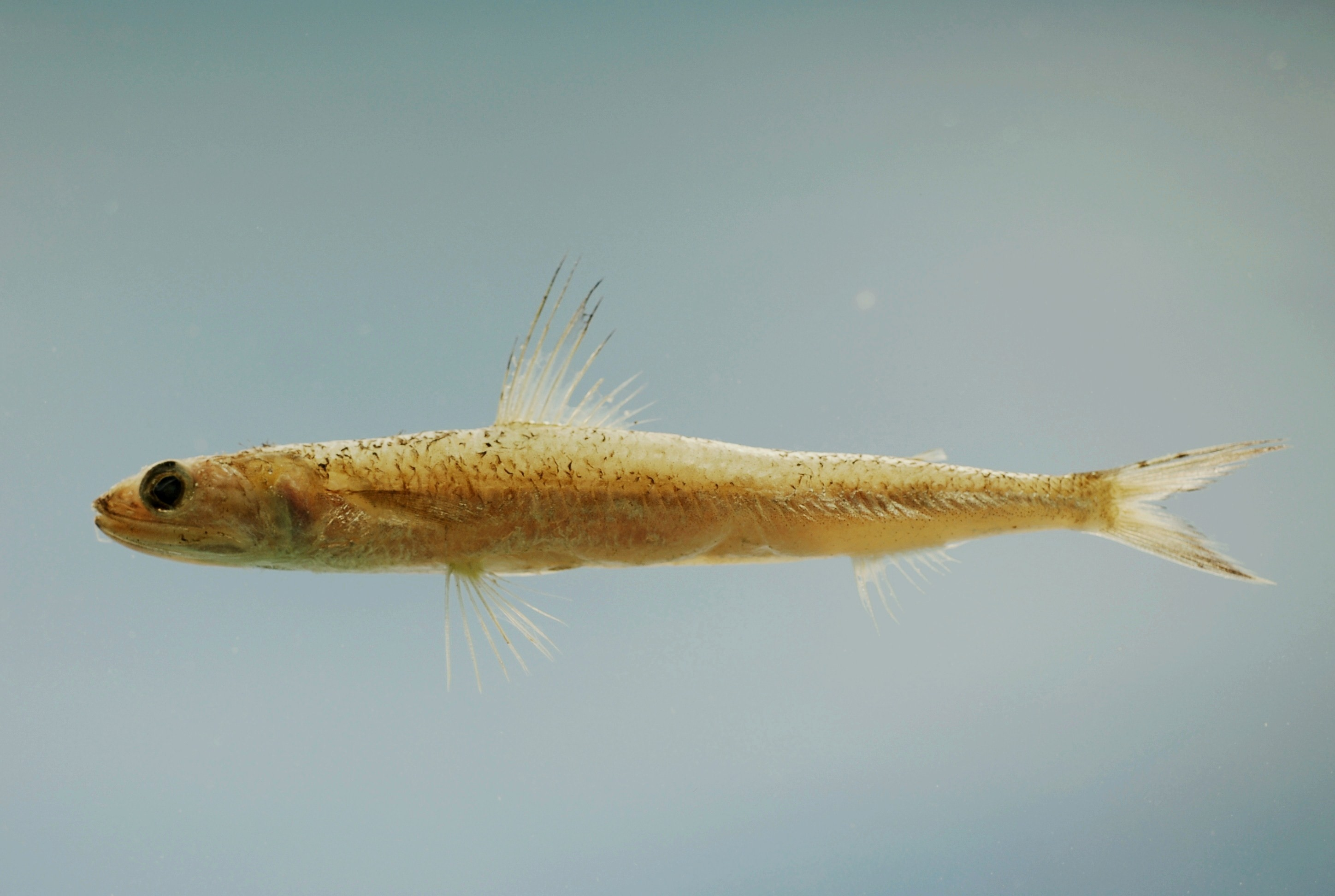
Saurida normani